# Milan Kučan
Milan Kučan (Križevci, 14 gennaio 1941) è un politico sloveno.

## Biografia
Il padre, ufficiale della Resistenza jugoslava, fu ucciso dai nazisti. Dopo gli studi a Murska Sobota, ottenne la laurea in legge nel 1964 a Lubiana. Iniziata la carriera politica subito dopo la conclusione degli studi, divenne leader della Lega dei Comunisti della Slovenia nel 1986. Sostenitore di una linea riformatrice all'interno dell'apparato politico ed economico sloveno, a livello federale sostenne i diritti delle minoranze albanesi del Kosovo e il diritto delle nazioni all'autodeterminazione e al pluralismo politico, entrando così in contrasto con Slobodan Milošević e l'élite serba.
Nel 1990, soprattutto grazie alla grande popolarità personale, fu eletto alla Presidenza della Repubblica, nonostante il suo partito avesse perso le elezioni legislative a favore della Coalizione DEMOS, formata da partiti anticomunisti. Consapevole di non aver alcun margine di mediazione con Milošević, che puntava alla creazione di uno stato centralista a guida serba e al ridimensionamento dell'autonomia delle diverse repubbliche jugoslave, Kučan aderì al progetto d'indipendenza della Slovenia, proposto dalle forze di Governo.
Il Paese proclamò l'indipendenza il 25 giugno 1991, dopo che gli sloveni si erano proclamati a favore della sovranità con lo strumento referendario. Collaborò strettamente con il Governo alla guida del Paese nella guerra dei dieci giorni, tra la Difesa Territoriale slovena (che prendeva possesso dei confini con Italia, Austria e Ungheria) e l'esercito federale jugoslavo.
Fu riconfermato con un'ampia maggioranza nel 1992, vincendo al primo turno le elezioni presidenziali, e nuovamente nel 1997. Con la sua politica favorì apertamente l'avvicinamento del paese alla NATO e all'Unione europea. Al termine del secondo e ultimo mandato presidenziale, fu sostituito dall'ex primo ministro Janez Drnovšek.